# Normal People
Normal People é uma série de televisão dramática irlandesa produzida pela Element Pictures para a BBC Three e a Hulu em associação com a Screen Ireland. É baseado no romance de mesmo nome de Sally Rooney e estrelada por Daisy Edgar-Jones e Paul Mescal.
Foi lançada no Reino Unido em 26 de abril de 2020. Estreou na Irlanda pela RTÉ One em 28 de abril de 2020. Nos Estados Unidos, a série foi lançada na íntegra no Hulu em 29 de abril de 2020. Normal People recebeu aclamação da crítica, com elogios para as performances, direção, roteiro, e sua estética. No 72º Primetime Emmy Awards, foi indicada para quatro prêmios, incluindo melhor ator em minissérie ou telefilme para Mescal e melhor direção para Lenny Abrahamson.

## Elenco

### Principal
- Daisy Edgar-Jones como Marianne Sheridan
- Paul Mescal como Connell Waldron

### Recorrente
- Sarah Greene como Lorraine Waldron
- Aislín McGuckin como Denise Sheridan
- Éanna Hardwicke como Rob Hegarty
- Frank Blake como Alan Sheridan
- Eliot Salt como Joanna
- India Mullen as Peggy
- Sebastian de Souza como Gareth
- Fionn O'Shea como Jamie
- Leah McNamara como Rachel Moran
- Seán Doyle como Eric
- Niamh Lynch como Karen
- Kwaku Fortune como Philip
- Clinton Liberty como Kiernan
- Aoife Hinds como Helen Brophy

## Recepção
No Rotten Tomatoes, a série tem 91% de aprovação, com uma nota média de 8,15/10 baseada em 85 críticas. O consenso da crítica do site afirma: "Ancorado pelas performances vulneráveis de Daisy Edgar-Jones e Paul Mescal, Normal People é ao mesmo tempo íntima e esclarecedora, traduzindo lindamente as nuances de seu material original". No Metacritic, a série tem uma pontuação de 82 em 100 com base nas avaliações de 25 avaliações, indicando "aclamação universal".

### Prêmios e indicações
| Ano  | Prêmio                                                                    | Categoria                                                 | Indicado(a)                                                                                          | Resultado | Ref.   |
| ---- | ------------------------------------------------------------------------- | --------------------------------------------------------- | --- | --------- | ------ |
| 2020 | Primetime Emmy Awards                                                     | Melhor ator em minissérie ou telefilme                    | Paul Mescal                                                                                          | Indicado  | [ 6 ]  |
| 2020 | Primetime Emmy Awards                                                     | Melhor direção em minissérie, filme ou especial dramático | Lenny Abrahamson (por "Episode 5")                                                                   | Indicado  | [ 6 ]  |
| 2020 | Primetime Emmy Awards                                                     | Melhor Roteiro em Minissérie, Filme ou Especial Dramático | Sally Rooney e Alice Birch (por "Episode 3")                                                         | Indicado  | [ 6 ]  |
| 2020 | 72nd Primetime Creative Arts Emmy Awards                                  | Melhor elenco de minissérie, filme ou especial dramático  | Louise Kiely                                                                                         | Indicado  | [ 6 ]  |
| 2020 | 36th TCA Awards                                                           | Melhor telefilme, minissérie ou especial                  | Normal People                                                                                        | Indicado  | [ 7 ]  |
| 2021 | 10th AACTA International Awards                                           | Melhor ator em série                                      | Paul Mescal                                                                                          | Indicado  | [ 8 ]  |
| 2021 | 10th AACTA International Awards                                           | Melhor atriz em série                                     | Daisy Edgar-Jones                                                                                    | Indicado  | [ 8 ]  |
| 2021 | 2021 British Academy Television Awards                                    | Melhor minissérie                                         | Lenny Abrahamson, Sally Rooney, Ed Guiney, Andrew Lowe, Emma Norton e Catherine Magee                | Indicado  | [ 9 ]  |
| 2021 | 2021 British Academy Television Awards                                    | Melhor ator em televisão                                  | Paul Mescal                                                                                          | Venceu    | [ 9 ]  |
| 2021 | 2021 British Academy Television Awards                                    | Melhor atriz em televisão                                 | Daisy Edgar-Jones                                                                                    | Indicado  | [ 9 ]  |
| 2021 | 2021 British Academy Television Craft Awards                              | Melhor diretor                                            | Lenny Abrahamson                                                                                     | Indicado  | [ 9 ]  |
| 2021 | 2021 British Academy Television Craft Awards                              | Melhor edição                                             | Nathan Nugent                                                                                        | Indicado  | [ 9 ]  |
| 2021 | 2021 British Academy Television Craft Awards                              | Melhor fotografia e iluminação                            | Suxie Lavelle                                                                                        | Indicado  | [ 9 ]  |
| 2021 | 2021 British Academy Television Craft Awards                              | Melhor edição de som                                      | Niall O'Sullivan, Steve Fanagan and Niall Brady                                                      | Indicado  | [ 9 ]  |
| 2021 | Casting Society of America                                                | Melhor minissérie                                         | Louise Kiely                                                                                         | Venceu    | [ 10 ] |
| 2021 | 11th Critics' Choice Television Awards\|Critics' Choice Television Awards | Melhor minissérie                                         | Normal People                                                                                        | Indicado  | [ 11 ] |
| 2021 | 11th Critics' Choice Television Awards\|Critics' Choice Television Awards | Melhor ator em telefilme ou minissérie                    | Paul Mescal                                                                                          | Indicado  | [ 11 ] |
| 2021 | 11th Critics' Choice Television Awards\|Critics' Choice Television Awards | Melhor atriz em telefilme ou minissérie                   | Daisy Edgar-Jones                                                                                    | Indicado  | [ 11 ] |
| 2021 | Golden Globe Awards                                                       | Melhor minissérie ou telefilme                            | Normal People                                                                                        | Indicado  | [ 12 ] |
| 2021 | Golden Globe Awards                                                       | Melhor atriz em minissérie ou telefilme                   | Daisy Edgar-Jones                                                                                    | Indicado  | [ 12 ] |
| 2021 | 2021 MTV Movie & TV Awards                                                | Melhor revelação                                          | Paul Mescal                                                                                          | Indicado  | [ 13 ] |
| 2021 | 32nd Producers Guild of America Awards                                    | Melhor produtor de minissérie                             | Lenny Abrahamson, Sally Rooney, Ed Guiney, Andrew Lowe, Emma Norton, Anna Ferguson e Catherine Magee | Indicado  | [ 14 ] |
| 2021 | Satellite Awards                                                          | Melhor minissérie                                         | Normal People                                                                                        | Indicado  | [ 15 ] |
| 2021 | 17th Irish Film & Television Awards                                       | Melhor série dramática                                    | Normal People                                                                                        | Venceu    | [ 16 ] |
| 2021 | 17th Irish Film & Television Awards                                       | Melhor diretor                                            | Lenny Abrahamson                                                                                     | Venceu    |        |
| 2021 | 17th Irish Film & Television Awards                                       | Melhor roteiro                                            | Sally Rooney                                                                                         | Venceu    |        |
| 2021 | 17th Irish Film & Television Awards                                       | Melhor ator                                               | Paul Mescal                                                                                          | Venceu    |        |
| 2021 | 17th Irish Film & Television Awards                                       | Melhor ator coadjuvante                                   | Desmond Eastwood                                                                                     | Indicado  |        |
| 2021 | 17th Irish Film & Television Awards                                       | Melhor ator coadjuvante                                   | Fionn O'Shea                                                                                         | Venceu    |        |
| 2021 | 17th Irish Film & Television Awards                                       | Melhor atriz coadjuvante                                  | Sarah Greene                                                                                         | Venceu    |        |
| 2021 | 17th Irish Film & Television Awards                                       | Melhor fotografia                                         | Kate McCullough                                                                                      | Venceu    |        |
| 2021 | 17th Irish Film & Television Awards                                       | Melhor fotografia                                         | Suzie Lavelle                                                                                        | Indicado  |        |
| 2021 | 17th Irish Film & Television Awards                                       | Melhor figurino                                           | Lorna Marie Mugan                                                                                    | Indicado  |        |
| 2021 | 17th Irish Film & Television Awards                                       | Melhor edição                                             | Nathan Nugent                                                                                        | Indicado  |        |
| 2021 | 17th Irish Film & Television Awards                                       | Melhor produção de design                                 | Lucy van Lonkhuyzen                                                                                  | Venceu    |        |
| 2021 | 17th Irish Film & Television Awards                                       | Melhor som                                                | Steve Fanagan, Niall Brady, e Niall O'Sullivan                                                       | Venceu    |        |
| 2021 | 17th Irish Film & Television Awards                                       | Melhor maquiagem e cabelo                                 | Sandra Kelly e Sharon Doyle                                                                          | Indicado  |        |
| 2021 | 17th Irish Film & Television Awards                                       | Melhor trilha sonora                                      | Stephen Rennicks                                                                                     | Indicado  |        |